# Philipp Michael Kohlhepp
Philipp Michael Kohlhepp (* 30. März 1807 in Frankenthal; † 21. November 1863 in Knöringen) war ein pfälzischer Bahnbeamter und Drucker. Er wurde 1849 für kurze Zeit bayerischer Landtagsabgeordneter.

## Leben
Kohlhepp wurde Drucker in Kaiserslautern. Im Jahr 1832 bemühte er sich unter anderem Johann Georg August Wirth beim Druck der Deutschen Tribüne in Homburg zu unterstützen und wurde nach Spitzelberichten zu deren Mitarbeitern gezählt.
Kohlhepp wurde zu mehrmonatigen Gefängnisstrafen verurteilt und unter der Nummer „915“ in das berüchtigte Schwarze Buch des Fürsten Metternich eingetragen.
Bei der privaten Pfälzischen Ludwigsbahn fand Kohlhepp später eine Anstellung. In den Jahren 1847–1849 war er Bahnhofsverwalter in Haßloch. Vor seinem Tod 1863 war er Bahnbeamter in Knöringen, weitere berufliche Positionen sind nicht bekannt. Der Bahnhof Knöringen an der Maximiliansbahn wurde 1855 in Betrieb genommen.

## Politik
Kohlhepp gehörte 1849 zu den ersten Stimmkreisvertretern für den Wahlbezirk	
Germersheim-Bergzabern in der Kammer der Abgeordneten des Bayerischen Landtags. Dieser wurde am 7. Dezember 1848 zum ersten Mal nach neuem Wahlrecht gewählt und trat am 15. Januar 1849 zusammen. Die 19 Abgeordneten aus der Rheinpfalz galten dort als Vertreter der „radikalen Linken“. Nach dem gescheiterten Pfälzischen Aufstand wurde der 13. Bayerische Landtag am 10. Juni 1849 durch König Maximilian II. aufgelöst.
Über eine Teilnahme Kohlhepps an der Aufstandsbewegung ist nichts bekannt. In der umfangreichen Anklag-Akte wird sein Name nicht genannt. Mit ihm kehrte ein Liberaler aus der Zeit des Vormärz für kurze Zeit in das politische Leben zurück.